# 中村栄二
中村 栄二（なかむら えいじ、1907年5月5日 - 1966年5月21日）は、東京出身の俳優である。本名は今村重雄。

## 概要・人物
東京商科大学（現一橋大学）を中退後、プロレタリア演劇に加わり、1928年東京左翼劇場に入る。その後新協劇団に所属する。戦後は東京芸術座などに所属した。また、『ビルマの竪琴』などの映画、テレビドラマにも出演した。特に、1958年から放送開始した関西ローカルの刑事ドラマ『部長刑事』の初代部長刑事を演じ、1965年まで出演した。撮影の際はよく台詞をとばし、タバコを吸ってごまかしていたという。

## 出演作品

### 映画
- 巨人傳（1938年、東宝） - 署長
- 阿部一族（1938年、東宝） - 井原
- 空想部落（1939年、東宝） - 工藤伝蔵
- 煉瓦女工（1946年、松竹） - 釣舟屋
- 拳銃地獄（1951年、東映） - 龍次
- 女ひとり大地を行く（1953年） - 孝子の父
- 太陽のない街（1954年、新星映画）
- 真昼の暗黒（1956年、現代ぷろ） - 及川裁判長
- 台風騒動記（1956年、まどかグループ）
- 怒りの孤島（1958年、日活） - 親方松右衛門
- ビルマの竪琴（1956年、日活） - ビルマの老僧侶
- 人間の壁（1959年、山本プロ） - 金山の父

### テレビドラマ
- 雑草の歌（NTV）
  - 第3話「消えない窓の灯」（1958年）
  - 第18話「この腕」（1958年）
- 部長刑事（1958年 - 1965年） - 矢島部長刑事
- ここに人あり（NHK）
  - 第125話「門出」（1960年）
  - 第134話「いのちある墓標」（1960年）
- スリラー劇場・夜のプリズム 第56話「蔦のある家」（1960年、NTV）
- 現代人間模様 第46・47話「ガラスの橋 ある麻薬取締官」（1960年、NHK）
- 事件記者（NHK）
  - 第53話「やせた男」（1960年） - ボス
  - 第146話「毒虫」（1963年）
  - 第162話「この夜」（1963年）
- 東芝日曜劇場 第192話「俺の犯罪」（1960年、TBS）
- 指名手配（NET）
  - 第44話「養母殺し」（1960年）
  - 第77・78話「殺人予告」（1961年）
  - 第97・98話「祖谷渓の老人殺し」（1961年）
- 東芝土曜劇場 第135話「俺も殺せ」（1961年）
- 文芸アワー 破戒（1961年、NTV）
- テレビ劇場 河口（1962年、NHK）
- 近鉄金曜劇場 袈裟の死（1962年、TBS）
- 青年弁護士 第8話「子供は知っている」（1963年、NTV）
- 講談ドラマ 西郷隆盛（1963年、NHK）
- 浪曲ドラマ（NHK）
  - 若き日の周作（1963年）
  - 鬼火の宴（1963年）
- 文芸劇場 第82話「時間の習俗」（1963年、NHK）
- シャープ月曜劇場 第27話「ろくろ師」（1963年、CX） - 耕助
- NHK大河ドラマ 赤穂浪士（1964年、NHK） - 毛利小左衛門